# رزاق محيبس السعداوي
رزاق محيبس عجيمي السعداوي (1972 - ) هو وزير النقل العراقي في حكومة محمد شياع السوداني التي صوّت لها مجلس النواب العراقي يوم 27 تشرين الأول سنة 2022.